# Aster baccharoides
Aster baccharoides là một loài thực vật có hoa trong họ Cúc. Loài này được (Benth.) Steetz mô tả khoa học đầu tiên.